# Prašuma Janj
Prašuma Janj je, uz Perućicu, jedna od najpoznatijih prašuma na prostoru Bosne i Hercegovine. Prema odluci Vlade Republike Srpske od 18. prosinca 2012. god. područje oko rijeke Janj, koje administrativno pripada Šipovu od čijeg je središta udaljena oko 30 kilometara, proglašeno je za strogi prirodni rezervat prema klasifikaciji Međunarodnog saveza za zaštitu prirode i prirodnih resursa (IUCN), i to najvišom kategorijom zaštite - Ia (konzervacija regionalnih, nacionalnih ili globalno vrijednih eko-sustava, vrsta ili karakteristika bioraznolikosti koje su oblikovane bez imalo utjecaja čovjeka). Od ukupne površine rezervata od 295 hektara na njegovih 58 hektara je zabranjeno iskorištavanje šume i bilo kakva ljudska djelatnost. 
U lipnju 2021. godine, ovo zaštićeno područje je upisano na UNESCO-ov popis mjesta svjetske baštine u Europi kao dio zajedničke svjetske baštine 18 zemalja pod nazivom „Bukove prašume u Karpatima i drugim područjima Europe”. Upis prašume Janj, kao dodatnog elementa već postojećeg serijskog dobra svjetske baštine, od izuzetnog je značaja za Bosnu i Hercegovinu, jer je to prvi lokalitet prirodne baštine ove države koji je upisan na popis mjesta svjetske baštine UNESCO-a.

## Odlike
Prašuma Janj nalazi se u zapadnom dijelu Republike Srpske u Bosni i Hercegovini na teritoriji općine Šipovo na zapadnim padinama masiva Stolovaš. Rasprostire se u rasponu između 1.180 i 1.510 metara nadmorske visine. Zauzima površinu od 295 ha, a jezgro (strogi dio rezervata) prašume čini površina od 57,2 ha. Prašumski rezervat Janj je stavljen pod zaštitu 1954. godine kao područje za znanstvena istraživanja, ali i kao prirodna turistička znamenitost. Prašumsko jezgro od 58 ha je od 1960-ih godina zaštićeno od eksploatacije i bilo kakve ljudske djelatnosti. Prašumom upravlja poduzeće Šume Republike Srpske, odnosno šumsko gospodarstvo "Gorica iz Šipova", gospodarska jedinica Gornji Janj.
Prašumu čine stabla bukve i jele, ali i javora, brijesta, jasena i smreke. Prašumu čine stabla različite veličine i starosti, a koje su nastale i razvijale se prirodnim putem, bez ljudskog utjecaja. U njima se odvijaju prirodni procesi počevši od klijanja pa sve do njihove duboke starosti i ugibanja (Prašuma, Maunaga et al, 2005.). 
- Panorama prašume Janj
- Prašuma Janj
- Janjski otoci
- Janjski otoci
- Jedan od brojnih slapova rijeke Janj

## Vanjske poveznice
|  | Zajednički poslužitelj ima još gradiva o temi Prašuma Janj |

- Odluka UNESCO-a: Prašuma Janj dio svjetske baštine - Youtube